# Викрадачі минулого
«Викрадачі́ мину́лого» (англ. Thrill Seekers, інколи англ. The Time Shifters) — американський фантастичний бойовик 1999 р. режисера Маріо Аццопарді. Головні ролі виконували: Каспер ван Дін, Кетрін Белл, Джуліан Річінгс і Мартін Шин. Фільм був показаний 17 жовтня на телеканалі TBS.
Тейглайн: «Якщо б ви могли змінити минуле, чи вчинили би так?»

## Сюжет
Репортер Том Меррік готує статтю про найбільші катастрофи ХХ століття і робить приголомшуюче відкриття: на світлинах пожежі дирижабля «Гінденбург», урагану Хьюго і катастрофи «Титаніка» можна побачити одну і ту ж людину. Розслідування виводить Тома на туристів з майбутнього, для яких жахливі лиха минулого стали атракціоном. Здобувши в одного з таких туристів план подорожі, Том дізнається точний час і місце кількох майбутніх катастроф.
Якщо їм запобігти, світ мандрівників в часі може зникнути, і тому вони починають полювання на Тома. Але наступна катастрофа стосується його самого: син Тома, Кевін, буде на стадіоні, де станеться вибух, в якому загинуть тисячі людей. Вступивши в поєдинок з переслідувачами, Том намагається запобігти катастрофі і змінити майбутнє.

## У ролях
- Каспер ван Дін — Том Меррік
- Кетрін Белл — Елізабет Вінтерн
- Тереза Салдана — Кортез
- Пітер Отербрідж — Фелдер
- Джуліан Річінгс — Мюррей Тревор, мадрівник у часі
- Лоуренс Дейн — агент ФБР
- Кетрін Оксенберг — Катаріна Ван Дін
- Мімі Кузик — Елеанор Грейсон

## Виробництво
Фільм знятий у Гамільтоні і Торонто, Онтаріо, Канада. 
Колізей Коппс — справжній хокейний стадіон, але, незважаючи на те, що він зображується як у невідомому місті США, насправді він знаходиться в Гамільтоні, Онтаріо, Канада. 
Мімі Кузик, яка грає Елеонору Грейсон, була також дружиною Сема Беккета в іншому часі, в телесеріалі Квантовий стрибок (1989).

## Критика
Рейтинг на IMDb — 6,0/10. Фільм має одну номінацію. 